# Souterrain von Windwick
Koordinaten: 58° 45′ 51,8″ N, 2° 56′ 9,7″ W
Das Souterrain von Windwick auf der Orkney-Insel South Ronaldsay in Schottland wurde im späten 19. oder Anfang des 20. Jahrhunderts entdeckt, aber wieder abgedeckt, um das Land ackerbaulich zu nutzen. Die Struktur wurde im Jahr 1936 wiederentdeckt, als ein Pflug ins Dach einbrach. Die Souterrains auf Orkney sind prähistorische Strukturen aus der späten Bronze- und frühen Eisenzeit, die etwa 40-mal auf Orkney gefunden werden. Sie bestehen auf den Orkney in der Regel aus einem langen, tief liegenden unterirdischen Gang, der zu einer runden Kammer führt. Bei den Souterrains wird zwischen „rock-cut“, „earth-cut“, „stone built“ und „mixed“ Souterrains unterschieden.

## Beschreibung
Vorgefunden wurden die Reste eines plattengedeckten 1,8 m tiefen und etwa 9,6 m langen, Nordost-Südwest orientierten Ganges aus Trockenmauerwerk, dessen Enden in kleinen Zellen mit „bootförmigen“ Enden mündeten. Das Souterrain blieb bis zur Ausgrabung im Jahre 2005 ungestört. Martin Carruthers führte dann in drei Jahren die erste Ausgrabung eines ungestörten Earthhouses (wie die Anlagen hier genannt werden) nach modernen Methoden durch.
In Windwick wurde klar, dass die Untergrundstruktur und das mit ihr verbundene oberirdischen Gebäude während der späten Bronze- oder frühen Eisenzeit gemeinsam geplant und gebaut wurden. Das obere Gebäude hatte einen nach Südosten orientierten Zugang und der Mangel an Einrichtungen, wie das Fehlen einer Feuerstelle, schien darauf hinzudeuten, dass es kein Wohngebäude im üblichen Sinne war. Der zur Abdeckung des Souterrains verwendete Ton war farblich abgesetzt von dem für den Boden der oberirdischen Struktur verwendeten. Damit wurde der Umriss der unterirdischen Struktur eindeutig markiert.
Das obere Gebäude erzeugt aufgrund interner Steinsetzungen, eine Zwangsführung der Benutzer durch das Objekt. Alle die sich ins Souterrain begeben wollten, hatten sich im oberen Gebäude im Uhrzeigersinn zu bewegen. Diese „Bewegung mit der Sonne“ hat sich noch in viel späteren Orkney-Traditionen erhalten und symbolisiert im Aberglauben der Inseln Leben und Wohlbefinden. Im Souterrain bewegen sich die Besucher jedoch auch gegen den Uhrzeigersinn. Somit besteht eine klare Unterscheidung zwischen der Rolle und der Symbolik der beiden Strukturen.
Anstatt eines Herdes wurden im oberen Haus einer Reihe temporärer „Feuerstellen“ gefunden. Im Boden befinden sich zudem auch eine Reihe von Gruben, die ein glasartiges, schlackenähnliches Material und eingeäscherte menschliche Überreste enthielten. Die Einäscherungen enthalten Spuren spezieller Töpferware, die vielleicht eigens für die Feuerbestattung von den Shetlandinseln importiert wurde. Es gab auch im Dachbereich des Souterrains Ablagerungen, die möglicherweise Leichenbrand enthielten. Dies weist nach Martin Carruthers Ansicht auf ein ritualisiertes Verhalten.

## Leichenzermahlung
Im Souterrain wurden zerbrochene Mahl- und ihre Reibsteine gefunden. Mit ihrer Hilfe wurde der Leichenbrand offenbar vor der Deponierung in feine Partikel zermahlen.
Am Ende der Nutzung wurde der Zugang des Souterrains absichtlich blockiert. Teil des Rituals war die Einbringung eines rechteckigen Topfes in das zum Versperren des Zugangs verwendete Material.
Zu den (nicht nur) auf Orkney festgestellten Besonderheiten gehört die Wiederverwendung oder Nachnutzung von Plätzen der Jungsteinzeit durch die Menschen der Bronze- und Eisenzeit. Mindestens zwei Souterrains – Howe bei Stromness und Rowiegar auf Rousay – wurden innerhalb aufgelassener jungsteinzeitlicher Megalithanlagen errichtet, was auf anhaltende Verehrung deutet. Die Übernahme älterer Monumente wurde in der Regel pietätvoll vollzogen. Diese Nachnutzung scheint auch in Windwick erfolgt zu sein. Ein großer Türsturz aus dem Souterrain wurde mit acht Schälchen (englisch cups) versehen. Sie waren allerdings überdeckt durch Tonkappen, somit nicht sichtbar, und wurden möglicherweise bereits im Neolithikum in den Stein eingearbeitet.

## Datierung
Es gibt viele ungelöste Aspekte beim Datieren der Souterrains in Schottland. Vere Gordon Childe und Alexander Ormiston Curle (1866–1955) argumentierten für eine bronzezeitliche Entstehung einiger Beispiele im äußersten Norden. Charles Thomas (1928–2016) meint, dass schwierig zu beweisen sei, dass die Souterrains in einigen Regionalgruppen vor der späten vorrömischen Eisenzeit in Gebrauch waren.

## Nutzung
Es scheint sicher, dass Souterrains in irgendeiner Weise mit dem Totenkult verbunden waren. Diese Assoziation bedeutet notwendigerweise, dass sie nicht als Speicher verwendet wurden. Stattdessen sind die Kammern als symbolische „Unterwelten“ anzusehen. Jene Quellen, die Rennibister als Anomalie bezeichneten, da es menschlichen Körper enthielt, sind widerlegt. Die Souterrains, so erklärte Martin Carruthers, haben architektonische Merkmale, die auch eine Verbindung zu den in einigen Brochs (wie Minehowe) gefundenen Brunnen besitzen. Dies verlagert den Schwerpunkt definitiv in den Bereich von Ritual und Religion. Er glaubt, dass die Kammern für Übergangsriten verwandt wurden.